# Catedral de Parañaque
La Catedral de Parañaque más formalmente la Catedral de San Andrés y alternativamente Santuario Diocesano de Nuestra Señora del Buen Suceso es considerada una de las iglesias más antiguas de Filipinas. Fue establecido en 1580 por frailes agustinos españoles, quienes trajeron consigo la venerada imagen de Nuestra Señora del Buen Suceso. La iglesia es la sede de la Diócesis de Parañaque, la iglesia local que comprende la ciudad de Parañaque, la Ciudad de Muntinlupa, y ciudad de Las Piñas.
La historia de la Parroquia de San Andrés comenzó cuando los misioneros agustinos llegaron a un pueblo de pescadores junto al mar, hace más de cuatrocientos años.